# Viksten
För andra betydelser, se Viksten (olika betydelser).
Viksten består av två mindre öar, Norra Viksten och Södra Viksten,  cirka 6 sjömil söder om Nynäshamn i Stockholms skärgård.

## Historia
Området runt Viksten har sedan gammalt varit betydelsefullt för fisket. Utifrån skattelängder har man antagit att omkring femtio båtar låg på fiske runt öarna under sommaren 1559.
Sjömärken har funnits på Viksten sedan 1644. Det första uppfördes efter att regalskeppet Riksnyckeln förliste här 1628. I samband med att den första fyren på Landsort började byggas 1652 planerades också en mindre ”lykta på Viksten” för att leda fartygen från Landsort in mot Danziger gatt. Det kom dock att dröja ända till 1886 innan en fyr byggdes på Vikstens nordvästra udde. 1917 byggdes den andra fyren på sydöstra udden. Det är Vikstens läge mitt i Landsortsleden som har gjort att en så liten ö fått två fyrar.
Viksten tillhör Försvarsmakten, men hyrs sedan 1960-talet ut till sommarboende.

## Natur
Norra Viksten är en kal klippö med endast sparsamt med gräs och ljung i klippskrevorna. Södra Viksten har en uppgrundad hamnvik som landhöjningen har förvandlat till en klippomgärdad äng med en artrik, men lågväxt flora. Öarna håller på att växa samman och endast ett mycket smalt, grunt sund skiljer dem åt.

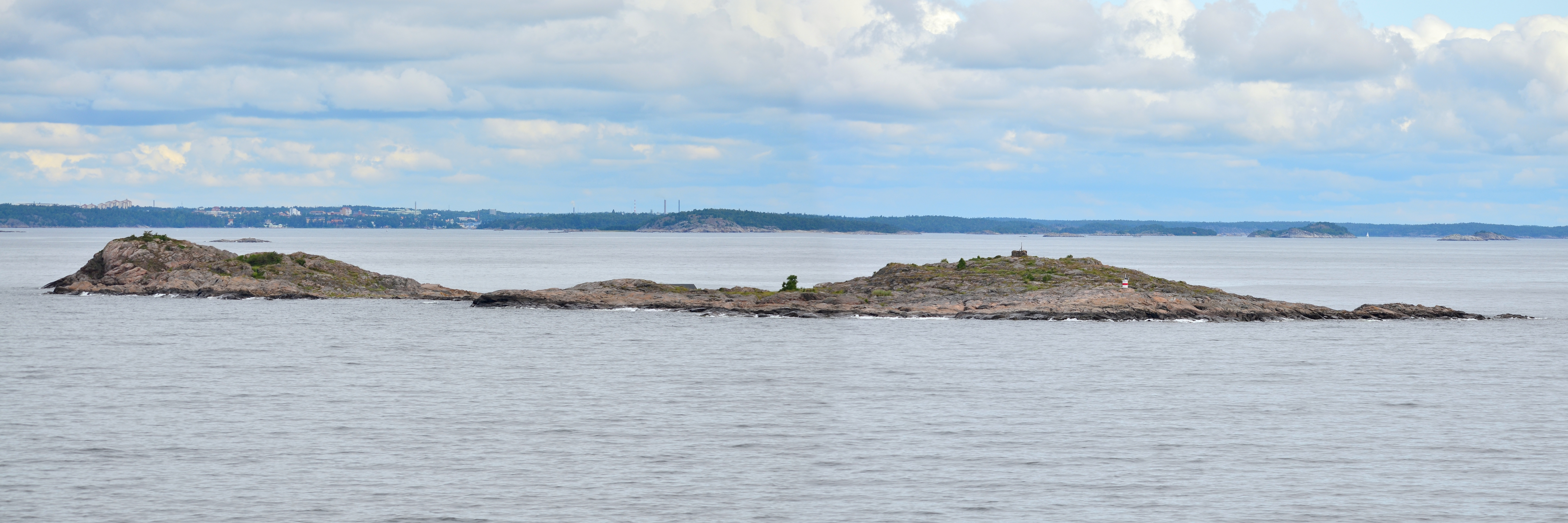
Viksten